# Estación Central de Kanpur
Kanpur Central (anteriormente conocido como Cawnpore North Barracks, código de estación: CNB) es una estación de ferrocarril ubicada en la ciudad de Kanpur y es una de las cinco estaciones centrales de ferrocarril de la India. La estación es una importante estación de ferrocarril interurbano y de cercanías en la región. La estación fue inaugurada en 1930 y fue electrificada en 1972.